# Hugh Gordon Cummins
Hugh Gordon Cummins (1891 - 26 octobre 1970) est un médecin et homme politique barbadien. Il est chef du gouvernement de la Barbade de 1958 à 1961.

## Biographie
Hugh Gordon Hylvestra Cummins est médecin. En 1925, il se présente sous les couleurs de la Democratic League à Saint Thomas. Quand le Parti travailliste de la Barbade se crée, il en devient l'un des premiers députés. En 1951, il est élu lors des premières élections au suffrage universel (en), il est réélu dans la circonscription de Saint Thomas et devient l'un des membres de la direction du parti. Quand le système gouvernemental est adopté à la Barbade, il devient l'un des ministres de Grantley Herbert Adams et remplace ce dernier comme chef du gouvernement de la Barbade quand il devient chef du gouvernement des Indes occidentales en 1958. C'est lui qui mène le Parti travailliste de la Barbade lors des élections de 1961 (en), bien que le BLP ait reçu davantage de voix que le Parti travailliste démocrate, ce dernier obtient plus de députés, et Hugh Commins n'est pas réélu comme député de Saint Thomas.